# Joshua Kimmich
Joshua Walter Kimmich (phát âm tiếng Đức: [ˈjoːzu̯aː ˈkɪmɪç]; sinh ngày 8 tháng 2 năm 1995) là một cầu thủ bóng đá chuyên nghiệp người Đức hiện đang thi đấu cho câu lạc bộ Bundesliga Bayern Munich và là đội trưởng của đội tuyển bóng đá quốc gia Đức. Vị trí sở trường của anh là hậu vệ phải, song anh cũng có thể thi đấu tốt ở cả vị trí tiền vệ trung tâm lẫn tiền vệ phòng ngự. Nổi tiếng nhờ lối chơi giàu kỹ thuật, khả năng chơi bóng, tranh chấp tốt và sự đa năng trong lối chơi, anh được đánh giá là một trong những cầu thủ xuất sắc nhất thế giới trong thế hệ của mình, và đồng thời còn được so sánh với cựu danh thủ Philipp Lahm.

## Sự nghiệp đội tuyển quốc gia
Sau khi Kimmich hai lần khoác áo đội U-17 (vào các ngày 12 và 15 tháng 11 năm 2011 gặp đội tuyển Azerbaijan) và 5 lần cho đội U-18 vào năm 2013, anh có bàn thắng quốc tế đầu tiên vào ngày 13 tháng 11 năm 2013 tại Bayonne, trong trận U-19 Đức thắng đội tuyển Pháp 4:3.
Anh ra mắt đội U-21 khi vào sân thay người trong hai trận đấu với đội tuyển Ukraina vào ngày 10 và ngày 14 tháng 10 năm 2014 thuộc khuôn khổ vòng loại giải vô địch U-21 châu Âu (diễn ra vào tháng 6 năm 2015 ở Cộng hòa Séc).
Vào ngày 17 tháng 5 năm 2016 Kimmich lần đầu tiên được gọi lên đội tuyển quốc gia chuẩn bị cho giải vô địch bóng đá châu Âu 2016 tại Pháp. Anh ra mắt đội tuyển quốc gia lần đầu vào ngày 29 tháng 5 năm 2016 tại Augsburg với kết quả thua 1: 3 trong trận giao hữu với đội tuyển Slovakia. Sau đó anh có tên trong đội hình chính thức của Đức tranh tài tại giải vô địch châu Âu .
Tại giải vô địch châu Âu ở Pháp, Kimmich được chọn đá chính ở vị trí hậu vệ phải từ trận thứ ba gặp Bắc Ireland. Nhờ đá tốt, anh đảm bảo được vị trí chính thức trong đội. Anh ghi bàn thắng quốc tế đầu tiên vào ngày 4 tháng 9 năm 2016 tại Oslo trong trận thắng đội tuyển Na Uy tại vòng loại World Cup 2018 với tỉ số 3:0.
Anh được triệu tập tham dự World Cup 2018 diễn ra tại Nga, tuy nhiên đội tuyển Đức trở thành nhà cựu vô địch sau khi thất bại 0-2 trước Hàn Quốc ở lượt trận cuối vòng bảng.

## Đời tư
Kimmich kết hôn với bạn gái Lina Meyer & có 2 con, một con trai sinh năm 2019 và một con gái, sinh vào tháng 10 năm 2020. Anh đã phát động sáng kiến trực tuyến "We Kick Corona" cùng với đồng đội Leon Goretzka ở Bayern Munich, để giúp đỡ các tổ chức từ thiện, xã hội hoặc y tế trong đại dịch COVID-19. Mặc dù đã sớm ủng hộ sáng kiến đó, nhưng Kimmich từ chối tiêm vaccine ngừa Covid-19 do anh cảm thấy thiếu các nghiên cứu có tính dài hạn về tác động của vaccine, khiến anh phải bỏ lỡ những trận đấu quan trọng cho cả đội tuyển quốc gia Đức và Bayern. Vào tháng 12/2021, chức năng phổi của Kimmich bị rối loạn, có thể ảnh hưởng đến sự nghiệp sau khi tiền vệ này từ chối tiêm vaccine và mắc Covid-19. Kimmich nhiễm Covid-19 cách đây 2 tuần, vừa hết thời gian cách ly và có kết quả âm tính. Tuy nhiên, Bayern thông báo tiền vệ người Đức gặp vấn đề ở phổi vì biến chứng của Covid-19, nên phải ngồi ngoài hết năm 2021. Sau đó trong cuộc phỏng vấn độc quyền với đài ZDF, Kimmich cho biết anh đã sẵn sàng tiêm vaccine ngừa Covid-19 và anh lấy làm tiếc vì quyết định có phần muộn màng này.

## Danh hiệu

### Câu lạc bộ

#### FC Bayern München
- Bundesliga: 2015–16, 2016–17, 2017–18, 2018–19, 2019–20, 2020–21, 2021–22, 2022–23, 2024–25
- DFB-Pokal: 2015–16, 2018–19, 2019–20
- Franz Beckenbauer Supercup: 2016, 2018, 2020, 2021, 2022, 2025
- UEFA Champions League: 2019–20
- UEFA Super Cup: 2020
- FIFA Club World Cup: 2020

### Quốc tế

#### U-19 Đức
- Giải vô địch U-19 châu Âu: 2014

#### Đức
- FIFA Confederations Cup: 2017

### Cá nhân
- FIFA FIFPRO XI: 2020
- Đội hình tiêu biểu UEFA: 2020
- UEFA The Best Defender: 2020

## Thống kê sự nghiệp câu lạc bộ
Tính đến 22 tháng 5 năm 2021
| Câu lạc bộ          | Mùa giải            | Bundesliga          | Bundesliga | Bundesliga | DFB-Pokal | DFB-Pokal | Châu Âu | Châu Âu | Khác | Khác | Tổng cộng | Tổng cộng |
| Câu lạc bộ          | Mùa giải            | Bundesliga          | Trận       | Bàn        | Trận      | Bàn       | Trận    | Bàn     | Trận | Bàn  | Trận      | Bàn       |
| ------------------- | ------------------- | ------------------- | ---------- | ---------- | --------- | --------- | ------- | ------- | ---- | ---- | --------- | --------- |
| RB Leipzig          | 2013–14             | 3. Liga             | 26         | 1          | 0         | 0         | —       | —       | —    | —    | 26        | 1         |
| RB Leipzig          | 2014–15             | 2. Bundesliga       | 27         | 2          | 2         | 0         | —       | —       | —    | —    | 29        | 2         |
| RB Leipzig          | Tổng cộng           | Tổng cộng           | 53         | 2          | 2         | 0         | —       | —       | —    | —    | 55        | 3         |
| Bayern München      | 2015–16             | Bundesliga          | 23         | 0          | 4         | 0         | 9       | 0       | 0    | 0    | 36        | 0         |
| Bayern München      | 2016–17             | Bundesliga          | 27         | 6          | 4         | 0         | 8       | 3       | 1    | 0    | 40        | 9         |
| Bayern München      | 2017–18             | Bundesliga          | 29         | 1          | 6         | 1         | 11      | 4       | 1    | 0    | 47        | 6         |
| Bayern München      | 2018–19             | Bundesliga          | 34         | 2          | 6         | 0         | 7       | 0       | 1    | 0    | 48        | 2         |
| Bayern München      | 2019–20             | Bundesliga          | 33         | 3          | 6         | 1         | 11      | 2       | 1    | 0    | 51        | 6         |
| Bayern München      | 2020–21             | Bundesliga          | 27         | 4          | 1         | 0         | 7       | 1       | 4    | 1    | 39        | 6         |
| Bayern München      | Tổng cộng           | Tổng cộng           | 173        | 17         | 27        | 2         | 53      | 10      | 7    | 1    | 259       | 30        |
| Tổng cộng sự nghiệp | Tổng cộng sự nghiệp | Tổng cộng sự nghiệp | 226        | 20         | 29        | 2         | 53      | 10      | 7    | 1    | 314       | 33        |

### Bàn thắng quốc tế
Tính đến ngày 5 tháng 10 năm 2017.
| # | Ngày                | Địa điểm                                        | Đối thủ     | Bàn thắng | Kết quả | Giải đấu                      |
| - | ------------------- | ----------------------------------------------- | ----------- | --------- | ------- | ----------------------------- |
| 1 | 4 tháng 9 năm 2016  | Sân vận động Ullevaal, Oslo, Na Uy              | Na Uy       | 2–0       | 3–0     | Vòng loại FIFA World Cup 2018 |
| 2 | 6 tháng 6 năm 2017  | Sân vận động Brøndby, Brøndby, Đan Mạch         | Đan Mạch    | 1–1       | 1–1     | Giao hữu                      |
| 3 | 5 tháng 10 năm 2017 | Sân vận động Winston Park, Belfast, Bắc Ireland | Bắc Ireland | 3–0       | 3–1     | Vòng loại FIFA World Cup 2018 |
| 4 | 4 tháng 6 năm 2022  | Sân vận động Renato Dall'Ara, Bologna, Ý        | Ý           | 1–1       | 1–1     | UEFA Nations League 2022–23   |
| 5 | 14 tháng 6 năm 2022 | Borussia-Park, Mönchengladbach, Đức             | Ý           | 1–0       | 5–2     | UEFA Nations League 2022–23   |
| 6 | 12 tháng 6 năm 2023 | Weserstadion, Bremen, Đức                       | Ukraina     | 3–3       | 3–3     | Giao hữu                      |